# Samkhya karika
Samkhya karika (Sánkhya Káriká) is een tekstboek van de Sankhya, een systeem van hindoe filosofie, door Iswara Krishna. 

## Oorsprong
De leer werd oorspronkelijk door Kapila aan Ásuri onderwezen, die het leerde aan Panchasikha, waarna het uiteindelijk via verschillende generaties van leerlingen Iswara Krishna bereikte, die de Káriká's opschreef. De Káriká refereert aan de Sánkhya Pravachana, de collectie sutra's, (aforismen) van Kapila.
De 'goddelijke Kapila' werd met Sanaka, Sanandana, Sanata, Ásuri, Borhu en Panchasikha tot de 'zeven zonen van Brahma' gerekend. Samen met Kapila werden Deugd, Kennis, Kalmte en Kracht geboren. Kapila wordt in de Ramayana, Mahabharata en Bhagavad Gita tot een avatara (belichaming) van Vishnoe gerekend.

## Tattva's
De tekst gaat over de 25 tattva's (fysieke en metafysieke categorieën of principes) van de Sankhya filosofie:
- geest, ziel (purusha)
- (oer)materie, natuur (prakriti, pradhána, opperste), de múla (wortel) van alles: múla prakriti, brengt voort:
- Intelligentie of Intellect (buddhi), Mahat (de Grote), ásuri (demonisch), jnána (kennis), prajná (wijsheid), brengt voort:
- Eigenwaan of Individualiteit (ahamkára), brengt elf zintuigen en vijf 'rudimentaire elementen' voort, de zestienvoudige klasse van:
  - Elf zintuigen, tien uiterlijke (jnanendriya's, vijf organen van waarneming en karmendriya's, vijf van handeling) en een innerlijke, manas, de 'mind'
  - vijf tanmátra's, rudimentaire elementen of 'elementen van elementen' (de archetypen van geluid, aanraking, geur, vorm, smaak), brengen voort:
    - vijf grove of waarneembare elementen: ether (uit geluid), lucht (uit aanraking), aarde (uit geur), vuur of licht (uit vorm) en water (uit smaak)

De jnanendriya's zijn: het oor, de huid, het oog, de tong en de neus; de karmendriya's zijn: de stem, de hand, de voet en de organen van generatie en excretie.  

### Manifestatie en ontbinding
Hierboven staat de volgorde, waarin een universum zich manifesteert. Als de manifestatie wordt ontbonden wordt de ontwikkeling in omgekeerde volgorde doorlopen: de vijf grove elementen keren terug tot de vijf rudimentaire elementen; de vijf rudimentaire elementen keren samen met de elf zintuigen of organen terug tot ahamkara; ahamkara keert terug tot intellect; intellect keert terug tot prakriti.
Zowel purusha als prakriti zijn eeuwig en omnipresent (alomtegenwoordig).

### Kenmerken
Prakriti en haar gevolgen of producten hebben negen tegengestelde kenmerken: waar mahat en de rest een oorzaak hebben, tijdelijk, plaatselijk, veranderlijk, menigvuldig, afhankelijk, 'komend of gaand', samengesteld zijn en geregeerd worden, is prakriti zonder oorzaak, eeuwig, overal aanwezig, onveranderlijk, alleen, onafhankelijk, niet komend of gaand, eenheid en prakriti regeert (X). Deze kenmerken van prakriti gelden ook voor purusha. Prakriti is de ene oorzaak van 'de drie werelden'.
Tussen prakriti en haar gevolgen (mahat en de rest) zijn vijf overeenkomsten: ze zijn zonder onderscheidingsvermogen, objectief (zijn een doel), gemeenschappelijk (bezit), irrationeel en vruchtbaar (met overvloedige resultaten). Hierin verschillen zij van purusha. Purusha heeft onderscheidingsvermogen, is geen doel van een zintuig of realisatie, is specifiek, rationeel en maakt of produceert niets.
Daarbij zijn prakriti en haar gevolg in het bezit van traigunya (drie guna's, kwaliteiten) en purusha niet. De drie guna's zijn: sattva (goedheid, lichtheid, affectie, plezier), rajas ('foulness', valsheid, onprettig, strijd, activiteit, passie, kleurend, opwekkend, stimulerend dringend, veelzijdig) en tamas (duisternis, inertie, vertragend, ophoudend, ongevoeligheid, stompzinnigheid, onverschilligheid). De guna's zijn wederkerig aanwezig, ze produceren en vergezellen elkaar. Prakriti werkt door de guna's en de verschillende gevolgen ontstaan door de inwerking van de guna's in verschillende verhoudingen op prakriti en haar gevolgen. De drie werelden, die uit de ene oorzaak (prakriti) ontstaan, zijn: de wereld van de goden, die verenigd zijn door plezier en goedheid (sattva); de wereld van de mensen, die verenigd zijn door pijn en valsheid (rajas); de wereld van de dieren, die verenigd zijn door domheid en duisternis (tamas).
Sattva en rajas lijken op de 'liefde en strijd', de principes van creatie volgens Empedocles en rajas op de perturbatio van de stoïcijnen.

## Principes
Er zijn drie hoofdcategorieën in het Sankhya systeem:
- de 'denkende ziel' (anubhaya rúpa, zomin prakriti als vikriti, vorm noch materie, noch voortgebracht noch iets voortbrengend),
- onwaarneembaar (múla prakriti),
- waarneembaar (een vorm, vikriti, ontwikkeling of product, voortgebracht en iets voortbrengend)

## Vereniging van purusha en prakriti
Door de vereniging van ziel (purusha) en materie (prakriti, natuur) is een 'schepping' een feit, 'zoals een baby wordt geboren door de vereniging van een man en een vrouw' (XXI). Het doel van schepping (de vereniging van ziel en materie) is tweeledig: 
- voor de beschouwing van (de verwezenlijking van) de natuur door de ziel
- voor de 'abstractie' (onthechting, bevrijding) van de ziel uit de (pijnlijke) verbinding met de natuur

De natuur is zonder eigen bewustzijn en vermogen tot reflectie, ze kan genieten noch observeren. De ziel is in staat te observeren en de natuur tot vervulling, verwezenlijking te brengen.
De ziel wordt in het commentaar van Gaurapada vergeleken met een lamme en de natuur met een blinde man. Als de lamme man op de schouders van de blinde man gaat zitten en de weg wijst, die de blinde man moet gaan om het doel te bereiken, dan kunnen ze weer afscheid van elkaar nemen als het eindpunt is bereikt. De natuur (de blinde man) kan dan stoppen met handelen en de ziel (de lamme man) bereikt abstractie (kaivalya, moksha, bevrijding, verlossing).
De natuur schept de samenstelling van intellect (buddhi, mahat) en de rest voor het gebruik van de ziel. De ziel treedt op als de genieter en beschouwer. De ziel is het lichaam tot gids. De ziel wenst voor eens en altijd bevrijd te zijn van de opeenvolging van levens in de wereld. 
De ziel wordt als meervoudig voorgesteld, al is daar discussie met de vedantijnen over. Volgens de vedantijnen is de ziel een: van een grote ziel zijn alle menselijke zielen afgeleid. De ziel is volgens de Sankhya meervoudig, getuige, solitair (onthecht), omstander, toeschouwer en passief. 
Geboorte wordt gezien als de vereniging van ziel en lichaam, dood als onhechting (abstractie, ziel en lichaam laten elkaar los). De ziel verandert niet bij de geboorte, noch wordt de ziel vernietigd bij het overlijden. De 'organen van waarneming en handeling', 'egotisme' (individualiteit) en intellect, zijn de 'instrumenten van het leven' voor de ziel. Ze zijn allen van zichzelf onbewust, irrationeel en inert. Slechts door de combinatie met de guna's is er activiteit en bewustzijn komt alleen door de nabijheid van de ziel.

## Vertaling
De Samkhya karika werd door Henry Thomas Colebrooke uit het Sanskriet in het Engels vertaald en na diens overlijden, in 1837 van commentaar voorzien en uitgegeven door Horace Hayman Wilson van de Royal Asiatic Society, met een bhásya (commentaar) van Gaurapáda.